# Выборгская крепостная артиллерия
Выборгская крепостная артиллерия — в Русской императорской армии гарнизонные артиллерийские части, обслуживавшие артиллерию Выборгской крепости.
Крепостной праздник 25 сентября.

## История
Вскоре после взятия Петром Великим шведской крепости Выборг в 1710 году в ней был учреждён артиллерийский гарнизон, содержавшийся за счёт городской казны. В 1716 году гарнизон был передан в ведение Артиллерийского приказа. В 1723 году крепость Выборг была включена в состав Петербургской дирекции, и состав её артиллерийского вооружения был определён таким: 240 орудий (без мортир), 360 человек орудийной прислуги (из расчёта 3 человека на 2 пушки), в том числе 333 канонира и 27 бомбардиров. Орудийная прислуга была сведена в две роты.
8 ноября 1809 году по штату Выборгской крепости установлено иметь полторы гарнизонных артиллерийских роты: № 11 и № 12 (половинного состава). В 1820 году 11-й роте присвоен № 13, 12-я рота переведена в Санкт-Петербург, а взамен в Выборг переведена 16-я рота из Рочесальма с присвоением № 14. В 1826 году роты переименованы в 1-ю и 2-ю роты 4-й гарнизонной артиллерийской бригады соответственно. 1 января 1877 года, при введении батальонной организации крепостной артиллерии, роты были развернуты в два четырёхротных батальона Выборгской крепостной артиллерии с сохранением номеров. 22 ноября 2-й батальон был переведен в Либаву с переименованием во 2-й батальон Либавской крепостной артиллерии и сохранением номеров рот.

## Командиры
- 1858-1874 — генерал-майор Эрн, Фёдор Касперович
- 1881-1887 — генерал-майор Крыжановский, Павел Андреевич
- 14.03.1906-31.10.1906 — полковник Тохателов, Исаак Артемьевич
- на 1 января 1909 — полковник Миончинский, Александр Андреевич
- 28.07.1914-24.12.1914 — полковник Нагоров, Николай Владимирович